# Chiesa di Santa Lucia (Ascoli Satriano)
La chiesa di Santa Lucia è la parrocchiale di Ascoli Satriano, della provincia di Foggia in Puglia. Il tempio appartiene alla diocesi di Cerignola-Ascoli Satriano e risale al XVII secolo.

## Storia
Felice Via Cosentino vescovo di Cerignola-Ascoli Satriano, in una sua visita del 1675, avendone constatato la situazione di degrado e di carenza anche delle necessarie suppellettili sacre ne dispose la chiusura alle funzioni religiose. In seguito il titolare della chiesa, don Potito Dente, a proprie spese, provvide alle migliorie necessarie e tale interdizione venne tolta.
Alla fine del XIX secolo venne rifatto anche l'altare maggiore e durante il primo dopoguerra fu rifatto il pavimento della sala. Nuovi restauri sono in corso dal XXI secolo.

## Descrizione

### Esterni
La facciata è classicheggiante, simile ad un tempio greco. Il portale ha un portone in legno racchiuso da una cornice in pietra bianca. Sopra vi è la finestra a lunetta con affresco raffigurante Santa Lucia.
La copertura dell'unica navata è a capanna, rifinita in coppi. Il campanile è semplice, a vela e con una sola campana.

### Interni
Sul soffitto dell'unica navata si trova il grande affresco che raffigura il Miracolo della guarigione del cieco di Siloe.